# Hannäs, Kils kommun
Hannäs är två byar i Stora Kils distrikt (Stora Kils socken) i Kils kommun och ett näs i Nedre Fryken, mellan inloppet till Norsälven på den västra sidan och södra spetsen av Nedre Fryken på den östra sidan. Fram till 2000 avgränsade SCB bebyggelsen i den södra byn till en småort i Kils kommun och namnsatte den till Södra Hannäs. Från 2015 är Hannäs en del av tätorten Kil.

## Norra Hannäs
Den norra delen av Norra Hannäs utgörs av Hannäsudden. Här fanns ett sågverk, som tillhörde Vänerskogs-koncernen. Det lades ned i samband med Vänerskogs konkurs den 18 december 1981.
Kils Pellets AB byggde 1984 Sveriges första fabrik för tillverkning av bränslepellets av torr träråvara, med en kapacitet på 22000 ton per år.
. Fabriken såldes senare till  Södra Skogsenergi AB, därefter Gotthard Nilsson AB (1996). Nästa ägare blev Värmlands Skogsägare. 1999 tog Statoil Vänerbygdens Pellets AB över, men lade ned tillverkningen i februari 2001
.
Idag är de flesta sågverks- och pelletsbyggnaderna rivna.
På Hannäsudden byggdes 2009–2012 Kils Hästcenter Hannäs, ett område för olika former av hästaktiviteter med föreningarna Wermlands Körsällskap, Värmlands Läns Fjordhästförening samt Glaumur Islandshästförening.
Frykstafetten, med löpning, kanot, cykel, simning och backlöpning på och runt Hannäs, samlade 122 deltagare 2013.

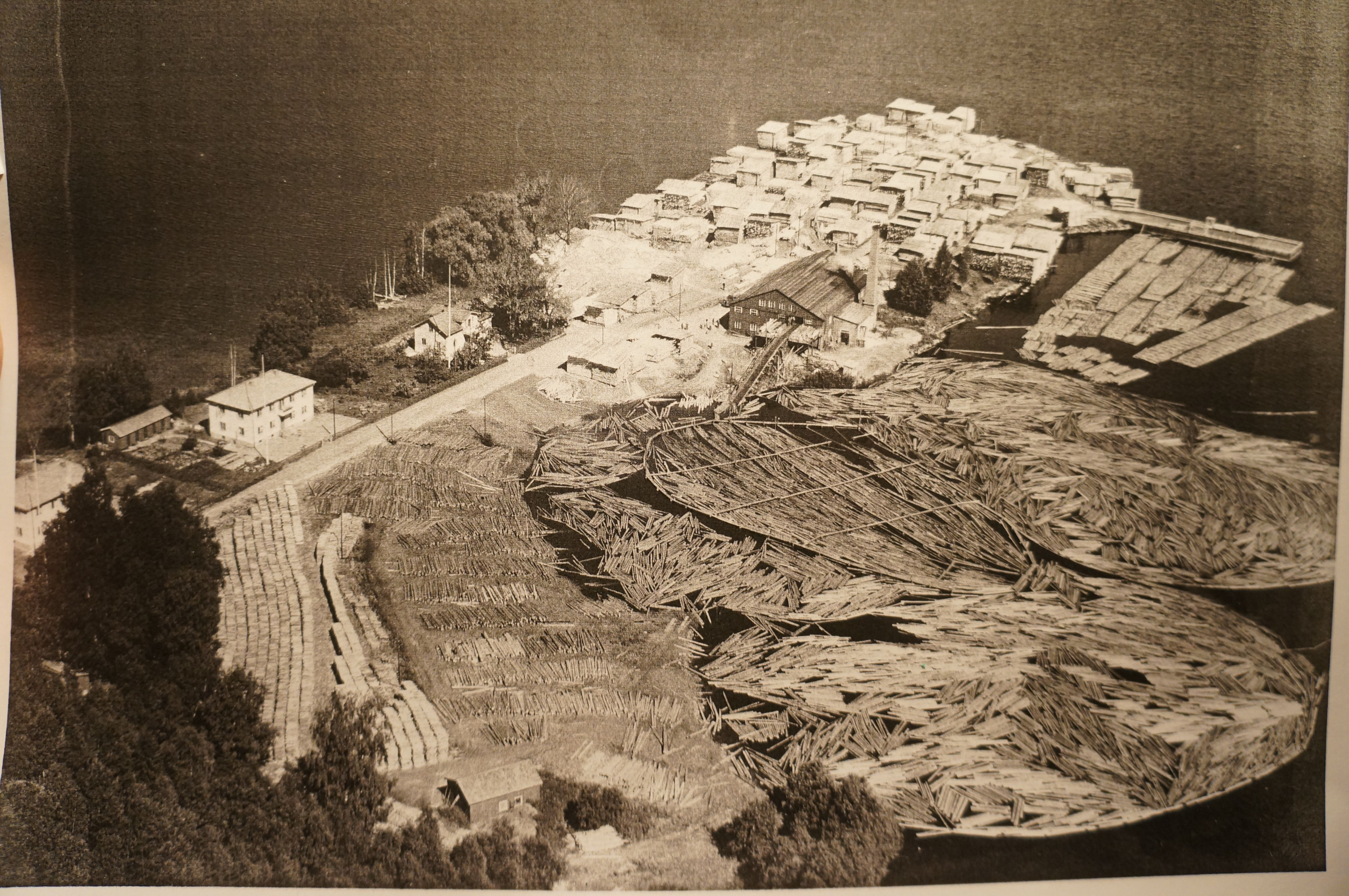
Hannäs Såg, omkring 1950
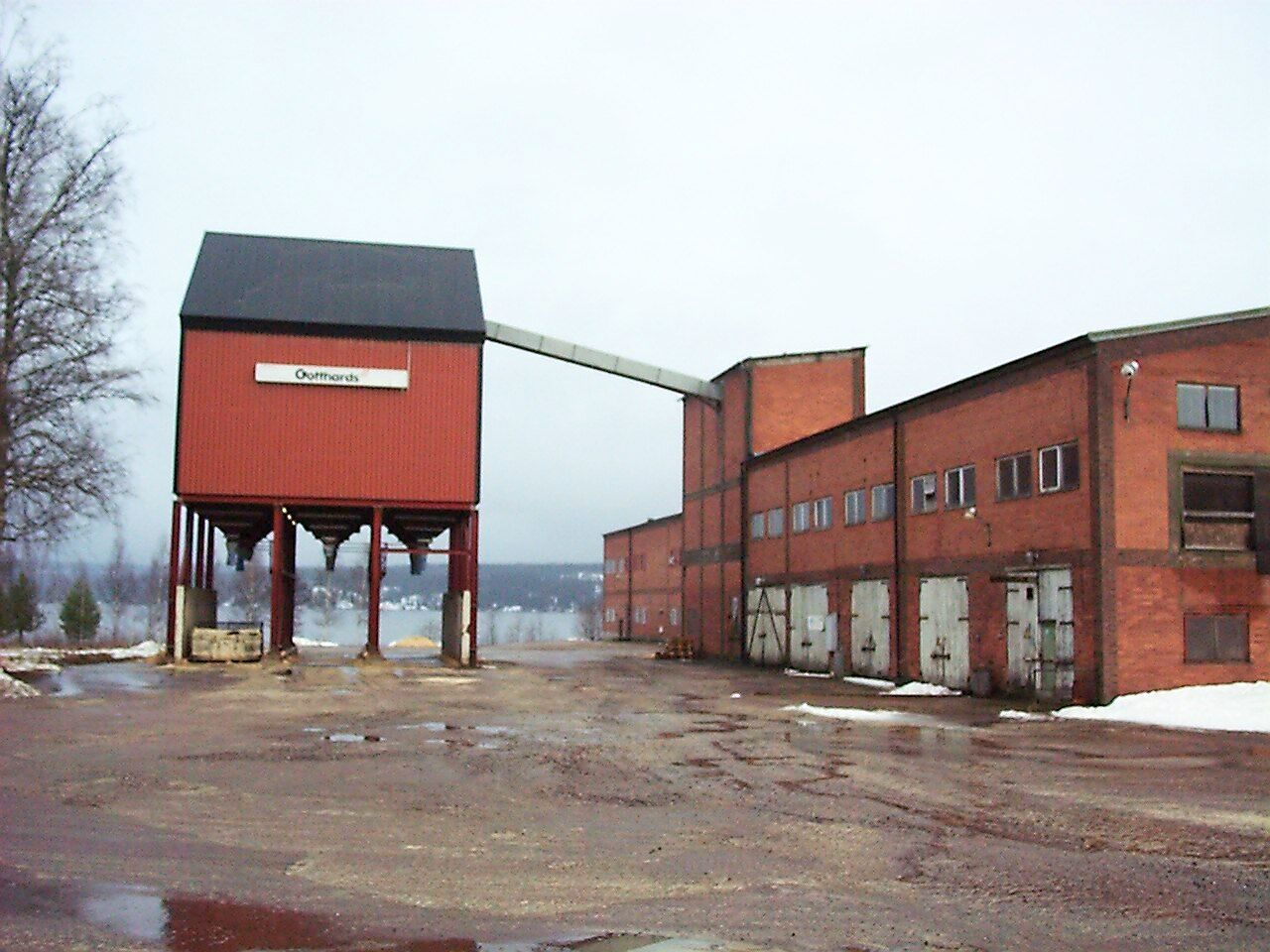
Pelletsfabriken vid Hannäs Såg, numera riven (2001)
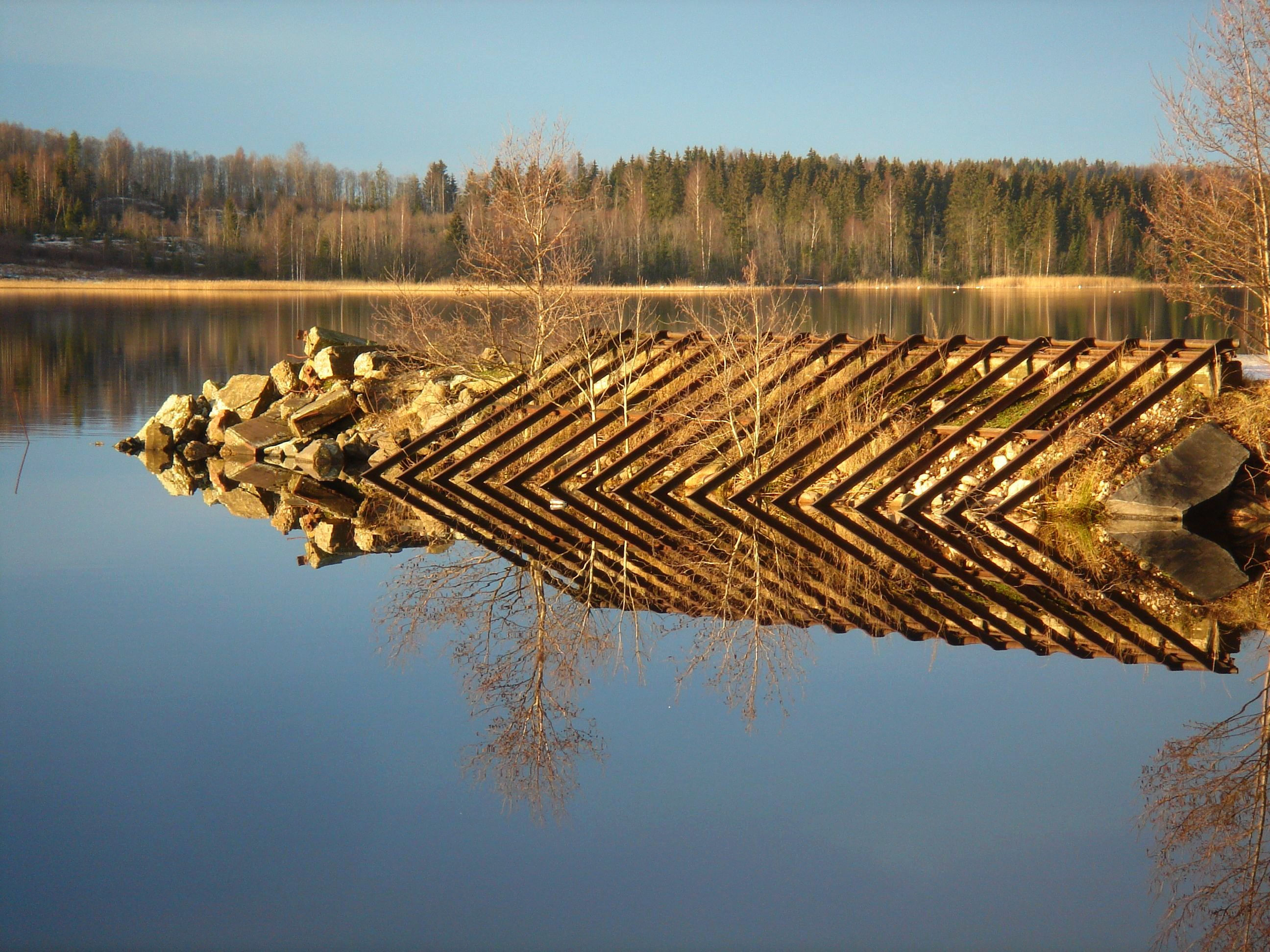
Timmerslip vid Hannäs Såg

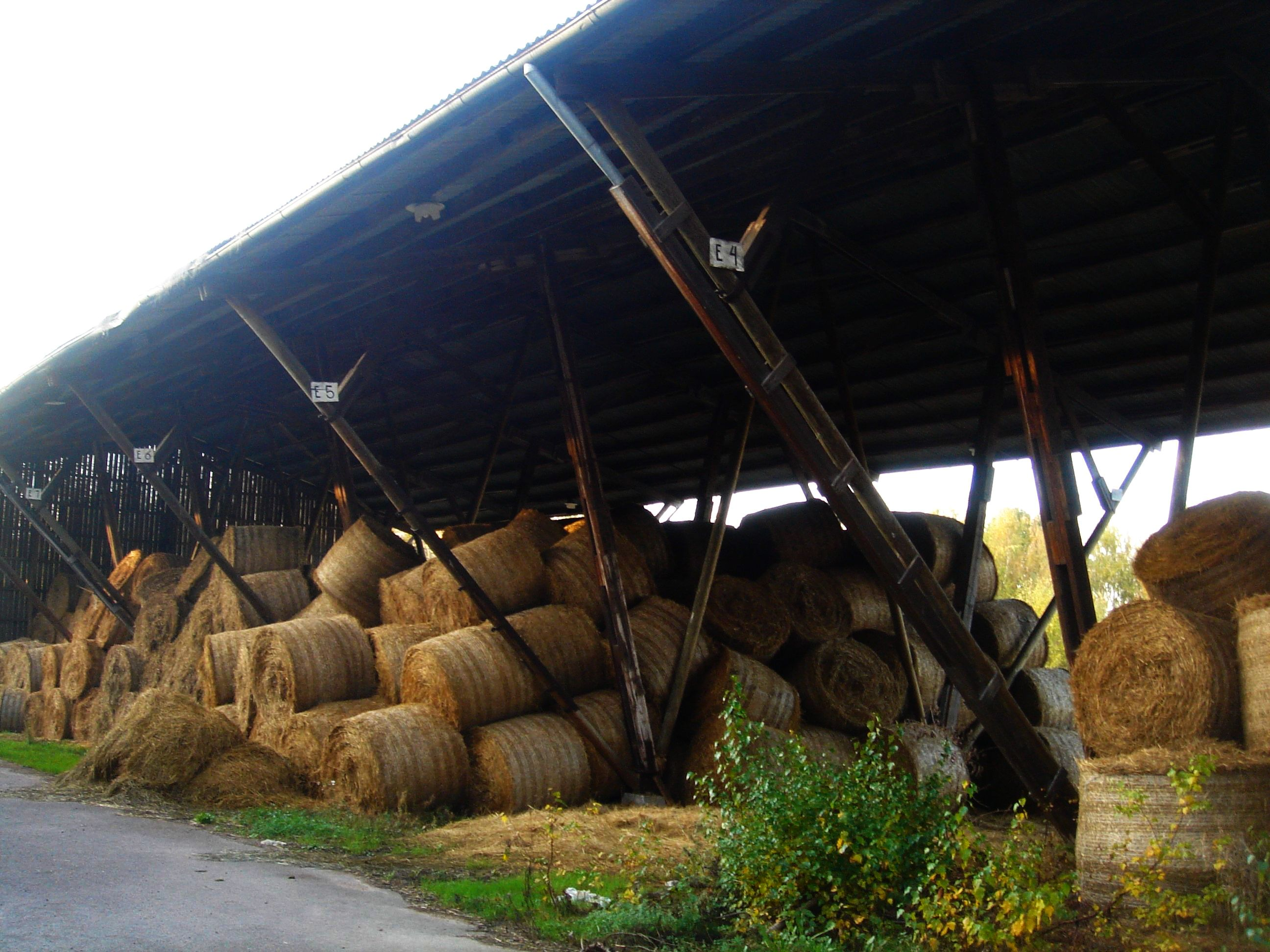
Virkesförråd vid Hannäs Såg
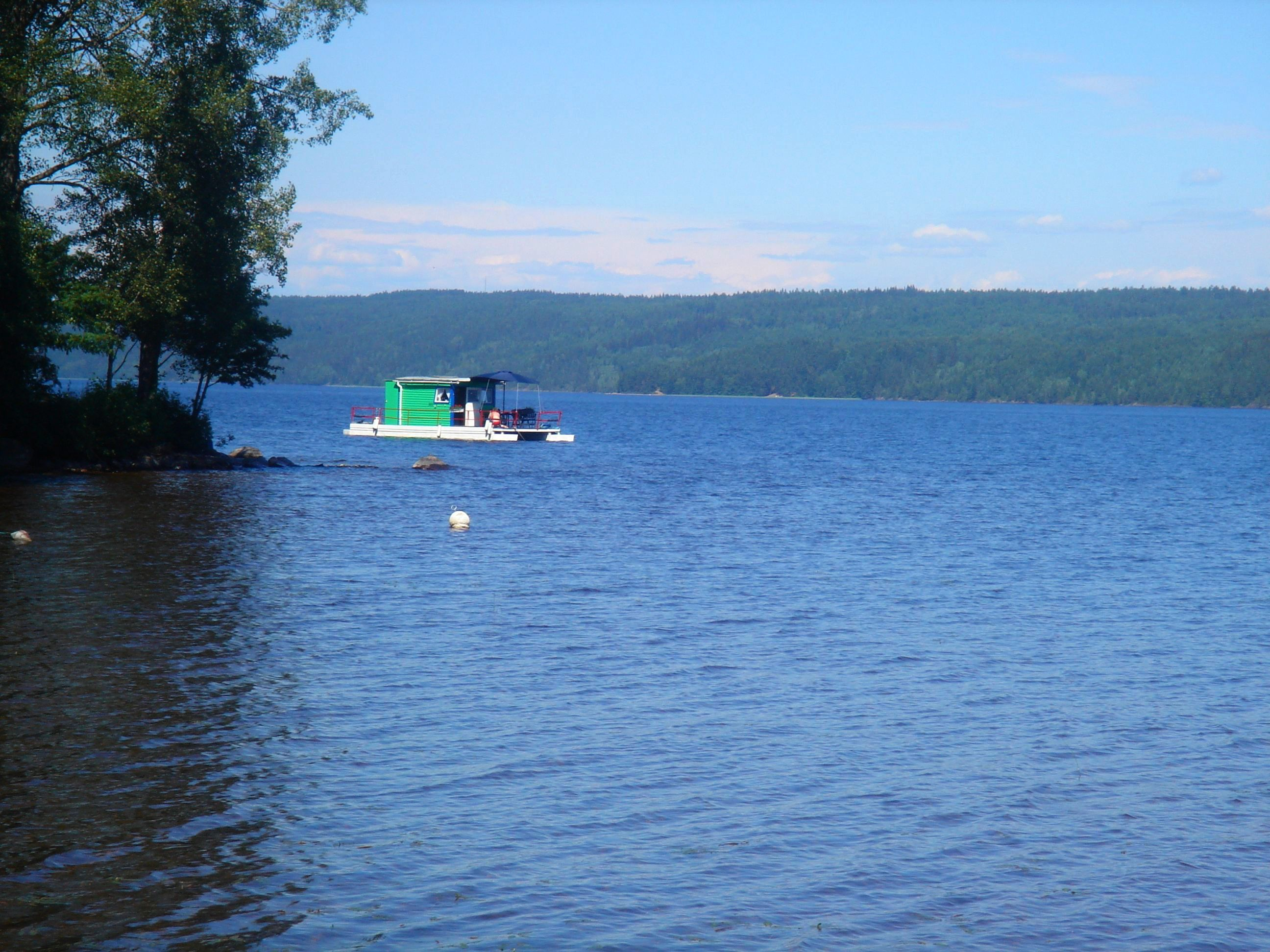
Husbåt på Nedre Fryken utanför Norra Hannäs
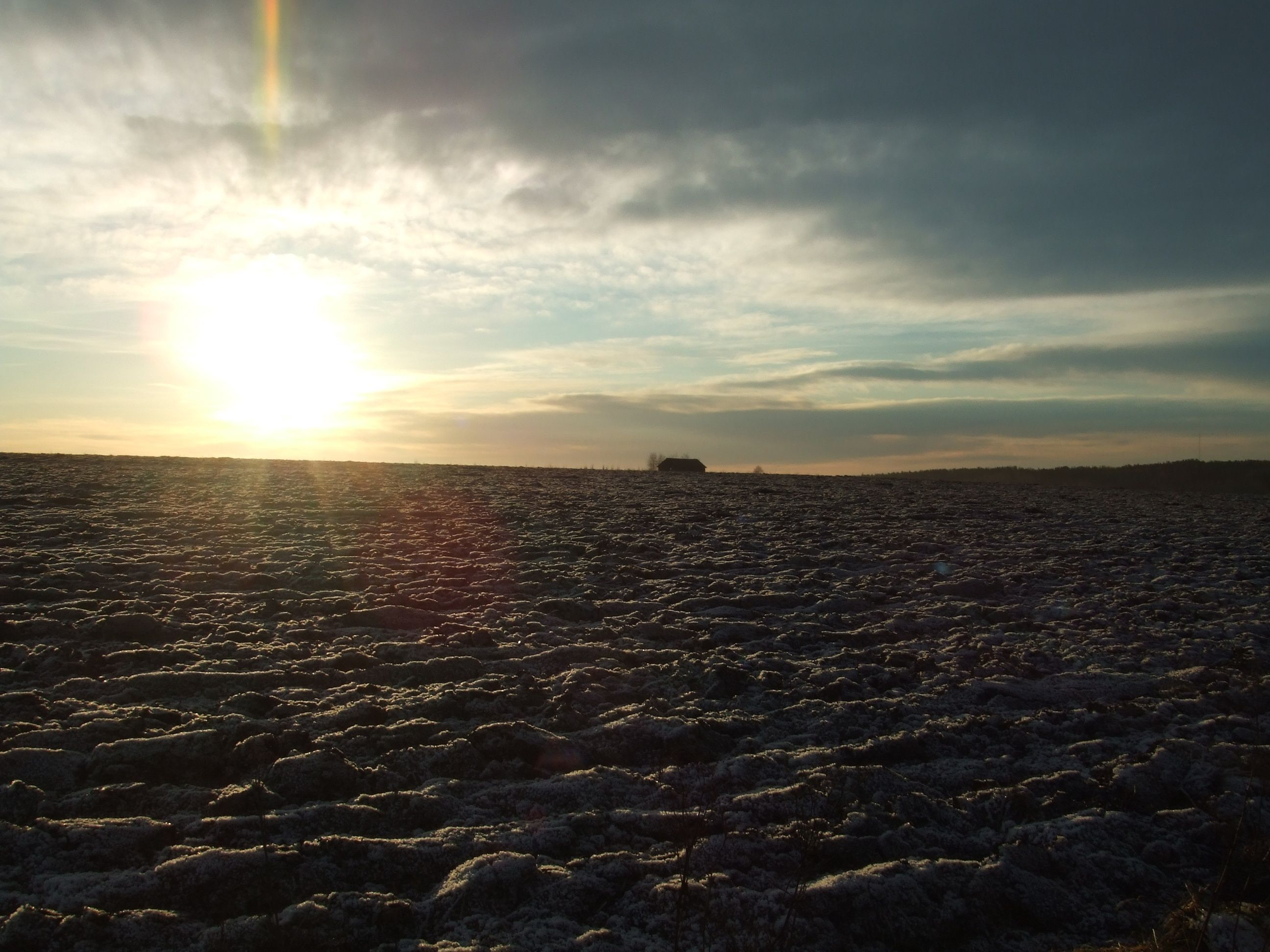
Februariåkrar

## Södra Hannäs
Södra Hannäs ligger längs Hannäsgatan. Byn klassades som småort av SCB 1995. Det är en gammal radby i nord-sydlig riktning, som är byggnadshistoriskt intressant med jordbruk och bostäder på ömse sidor om vägen. Odlingslandskapet är kuperat och sluttar svagt ned mot Norsälven på västra sidan och ned mot Fryken på den östra.
På vår och höst rastar stora mängder fåglar i Norsälven. På våren kan räknas upp till 1000 sångsvanar . Dessa söker föda på odlingsmarkerna vid Hannäs och flera arter häckar här.
Strax söder om Hannäs ligger Runnevål som är Värmlands största gravfält med 95 gravhögar och 7 stensättningar 
.

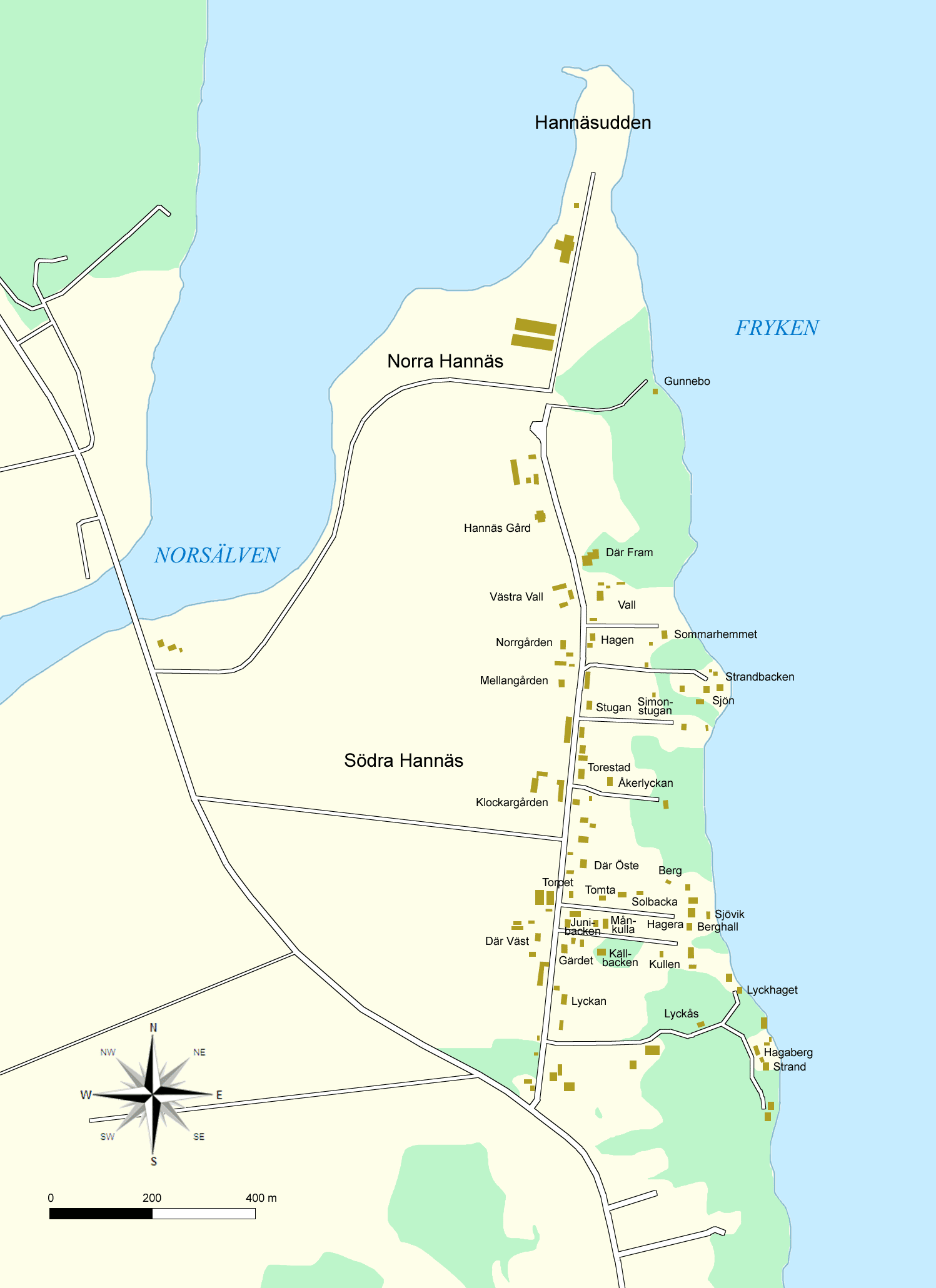
Karta över Hannäs (2013)
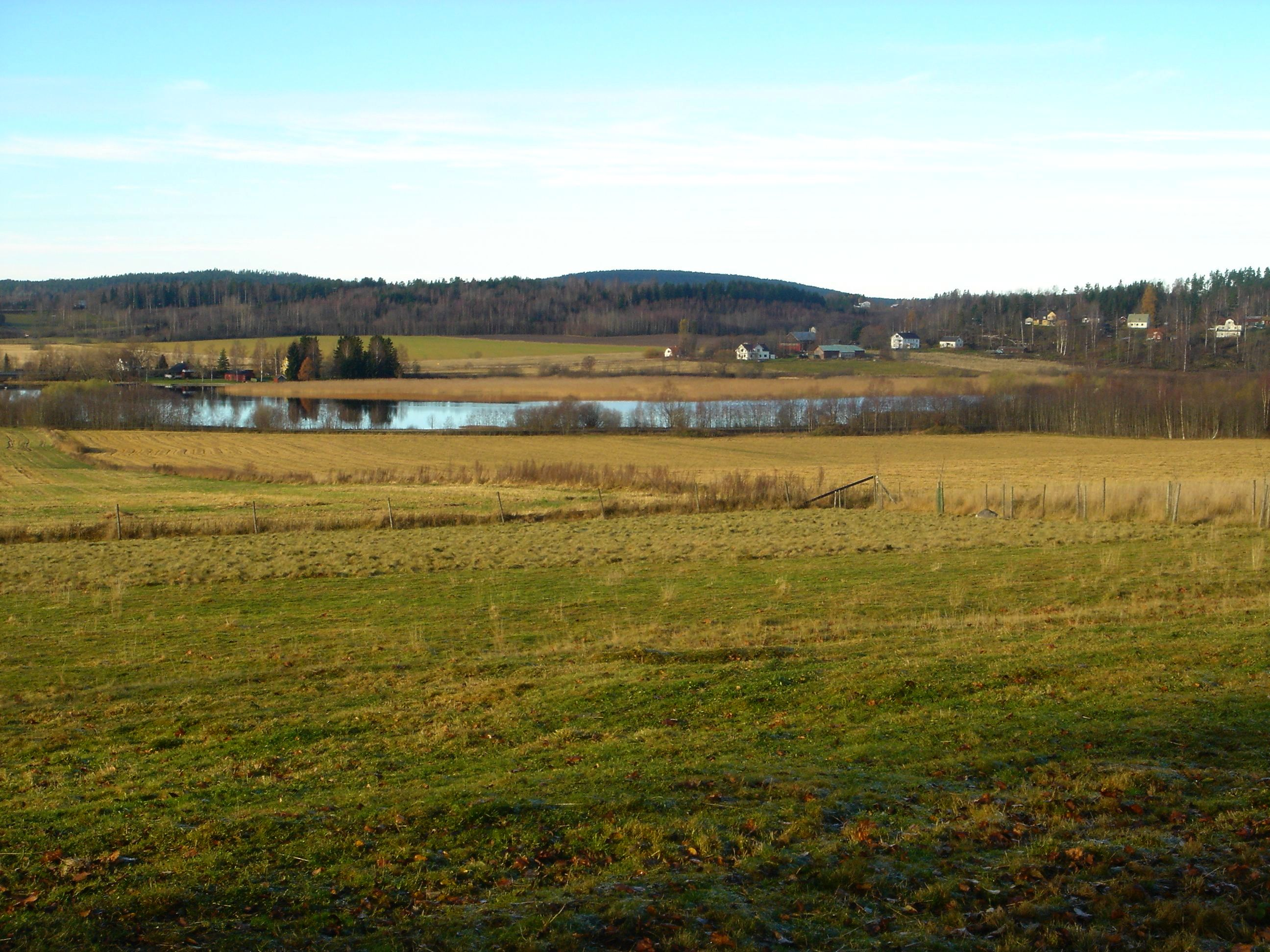
Utsikt mot Rud vid Norsälven
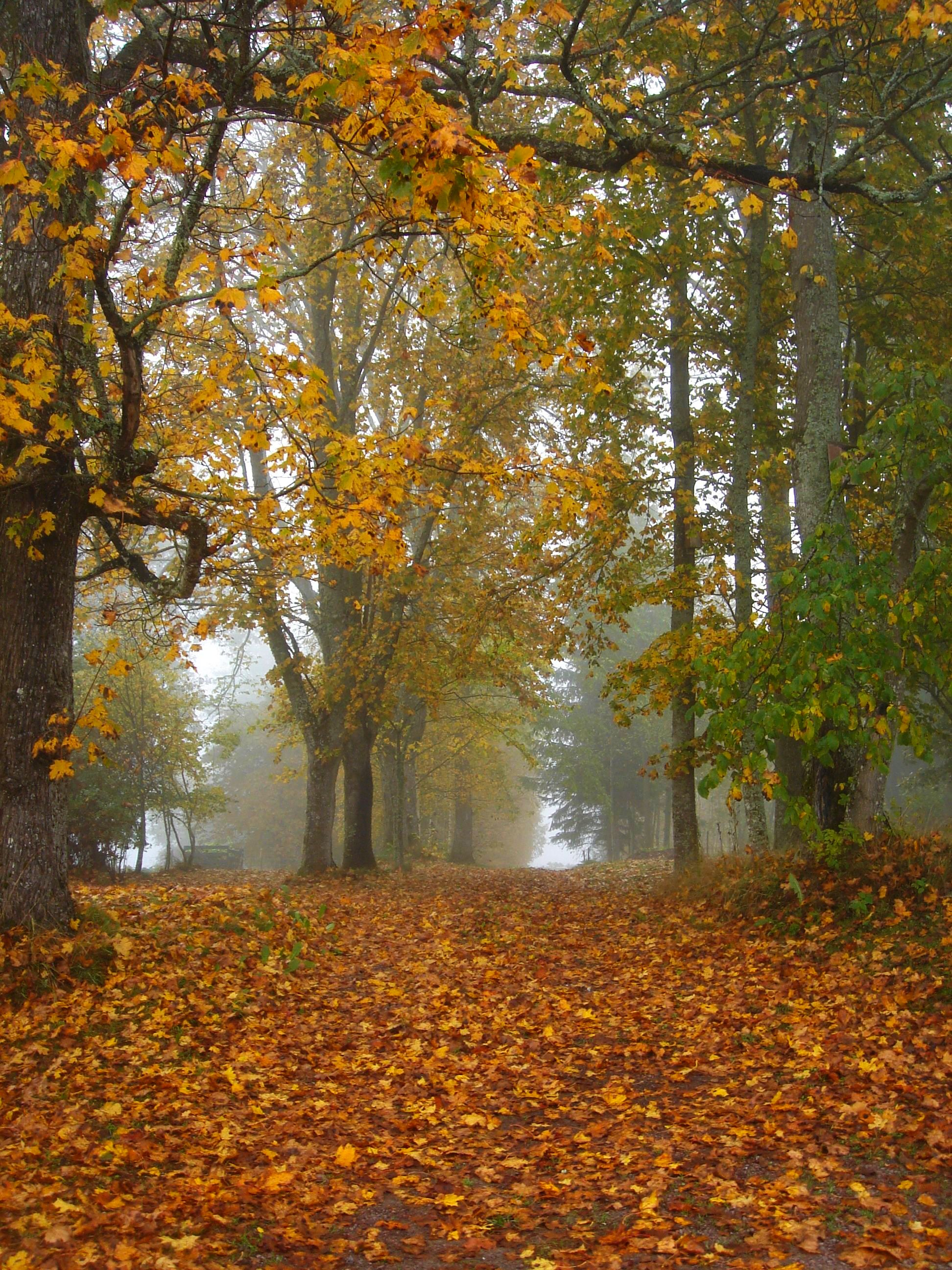
Vägen ned mot Sommarhemmet

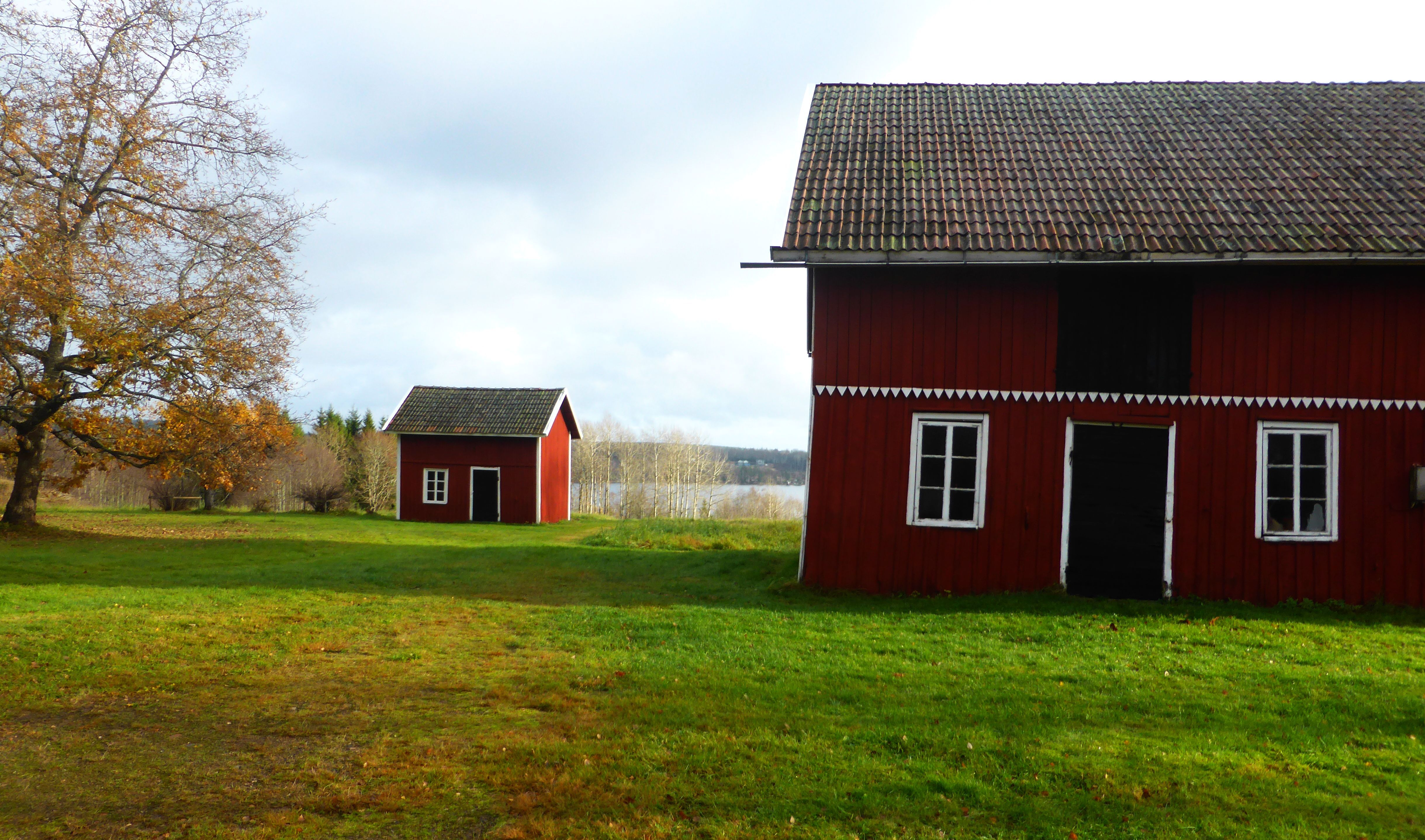
Ekonomibyggnader
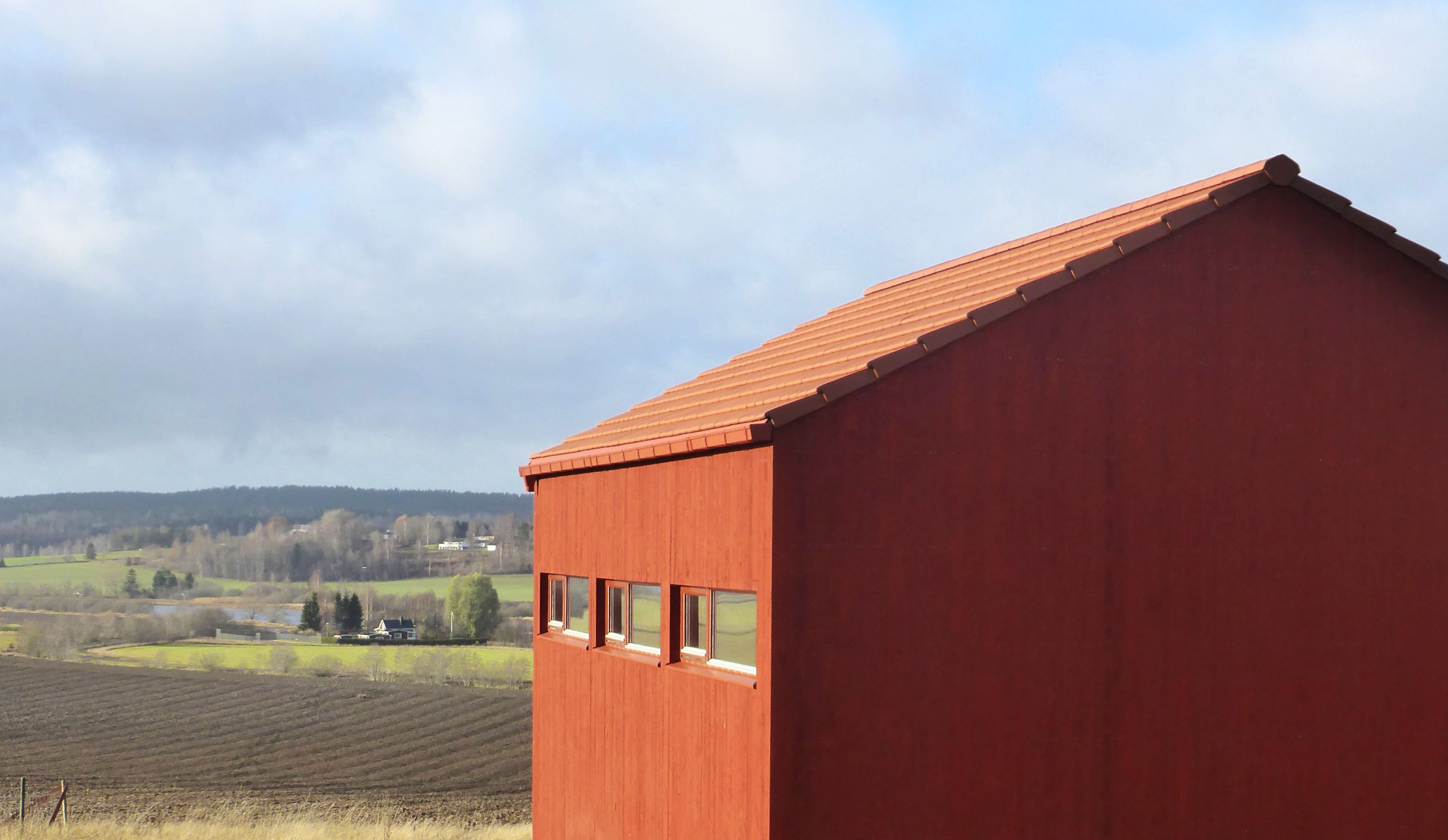
Västra Vall
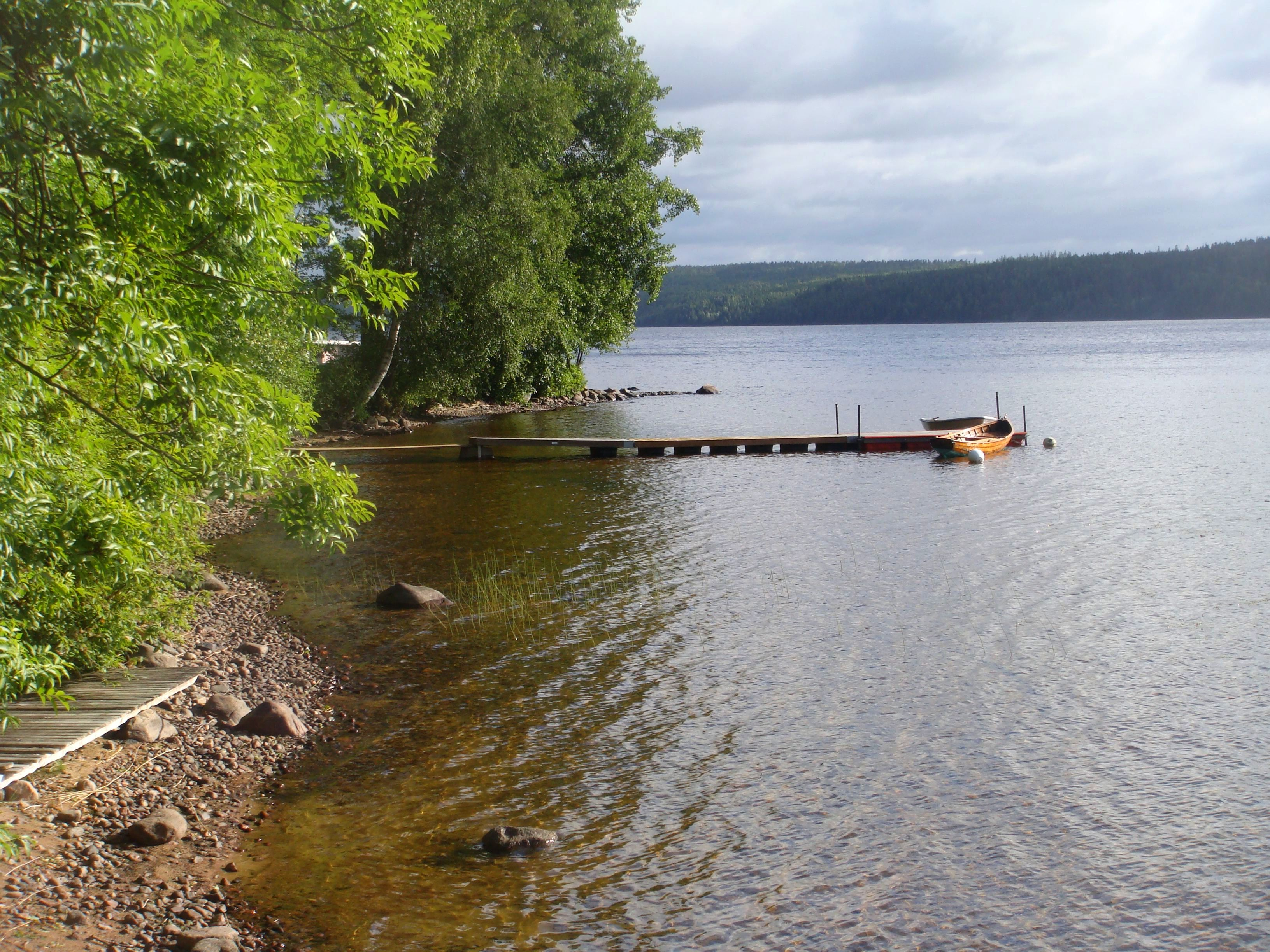
Hannäs västra strand vid Nedre Fryken

### Gårdar
Från norr till söder ligger (se karta):
| - Hannäs Gunnebo - Hannäs Gård - Hannäs Där Fram - Hannäs Västra Vall - Hannäs Vall - Hannäs Sommarhemmet - Hannäs Hagen - Hannäs Norrgården - Hannäs Strandbacken - Hannäs Mellangården | - Hannäs Sjön - Hannäs Simonstugan - Hannäs Stugan - Hannäs Torestad - Hannäs Åkerlyckan - Hannäs Klockargården - Hannäs Där Öste - Hannäs Berg - Hannäs Torpet - Hannäs Tomta | - Hannäs Solbacka - Hannäs Sjövik - Hannäs Junibacken - Hannäs Månkulla - Hannäs Hagera - Hannäs Berghall - Hannäs Där Väst - Hannäs Gärdet - Hannäs Källbacken - Hannäs Kullen | - Hannäs Lyckhaget - Hannäs Lyckan - Hannäs Lyckås - Hannäs Hagaberg - Hannäs Strand |